# گلوله پرز

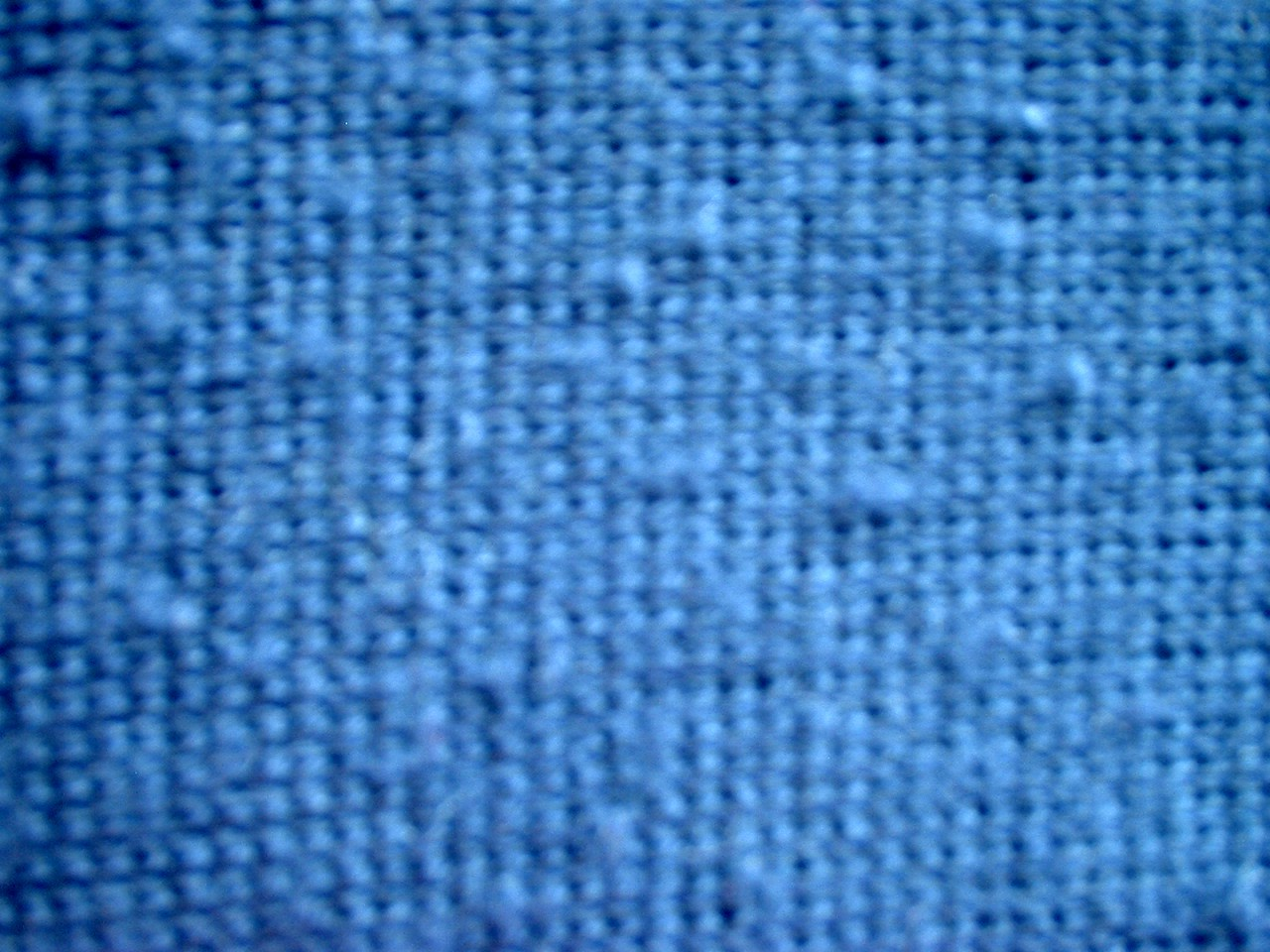
گلوله‌های پرز روی یک پارچهٔ بافتنی

گلولهٔ پُرز یا «پرز گلوله‌شده»، گوی کوچکی از الیاف است که بر روی یک پارچه ایجاد می‌شود.
گلوله‌شدن پرز یک نقص سطحی پارچه‌هاست که بر اثر سایش ایجاد می‌شود و معمولاً یک ویژگی نامطلوب به‌شمار می‌آید. این پدیده زمانی رخ می‌دهد که شست‌وشو و پوشیدن پارچه‌ها باعث شود الیاف سست از سطح پارچه بیرون بزنند و در گذر زمان، سایش این الیاف را به گوی‌های کوچک کروی تبدیل کند که توسط الیاف بیرون‌زدهٔ نشکسته به سطح پارچه متصل مانده‌اند. صنعت نساجی گلوله‌شدن پرز را به چهار مرحله تقسیم می‌کند: تشکیل پرز، درهم‌تنیدگی، رشد و جدا شدن.
گلوله‌شدن پرز معمولاً در بخش‌هایی از لباس رخ می‌دهد که بیشترین سایش را در استفادهٔ روزمره دارند، مانند یقه، مچ‌ها و اطراف ران و نشیمنگاه شلوار.

## علت‌ها
همهٔ پارچه‌ها تا حدی گلوله‌شدن پرز را تجربه می‌کنند، هرچند الیافی مانند کتان  و ابریشم کمتر از بیشتر پارچه‌ها دچار این مشکل می‌شوند. عوامل اصلی گلوله‌شدن پرز شامل ویژگی‌های فیزیکی پارچه (از جمله نوع اولیهٔ الیاف و نحوهٔ پردازش آن در تولید )، عادات فردی استفاده‌کننده و محیط مصرف است. الیافی مانند پشم، پنبه، پلی‌استر، نایلون و الیاف اکریلیک بیش از بقیه مستعد گلوله‌شدن هستند، اما پرز پشمی به مرور کمتر می‌شود چون الیاف ضعیف‌تر پشم از پارچه جدا شده و می‌شکنند، در حالی که گلوله‌شدن الیاف مصنوعی مشکل‌سازتر است، زیرا الیاف قوی‌تر گلوله‌ها را نگه می‌دارند و مانع افتادن آن‌ها می‌شوند.
به‌طور کلی، الیاف بلند کمتر از الیاف کوتاه گلوله می‌شوند، زیرا انتهای آزاد کمتری دارند و جدا شدن آن‌ها از پارچه دشوارتر است. همچنین، پارچه بافتنیها به دلیل فاصلهٔ بیشتر بین تقاطع نخ‌ها بیشتر از پارچه‌های بافته دچار گلوله‌شدن می‌شوند. در پارچه‌هایی که از مخلوط الیاف ساخته شده‌اند، اگر یک نوع الیاف قوی‌تر از دیگری باشد، گلوله‌ها به‌دلیل باقی ماندن الیاف قوی‌تر روی پارچه ماندگار می‌شوند.

## پیشگیری
روش‌های مورد استفادهٔ صنعت نساجی برای جلوگیری از گلوله‌شدن پرز شامل کز دادن برای از بین بردن الیاف آزاد سطح پارچه، ریسندگی با تاب زیاد نخ، استفاده از پوشش‌های پلیمری برای مهار الیاف و به‌کارگیری آنزیم سلولاز در پارچه‌های نخی برای حذف الیاف سست است. همچنین مصرف‌کنندگان می‌توانند با استفاده از مواد شیمیایی ضدچرک و شست‌وشوی لباس‌ها به پشت، عمر پارچه را بیشتر کنند.

## نتیجه
گلوله‌ها به خودی خود کارکرد پارچه را مختل نمی‌کنند، مگر اینکه تراکم زیاد آن‌ها باعث ایجاد سوراخ شود. با این حال، ظاهر نامطلوب ناشی از گلوله‌شدن پرز می‌تواند پذیرش محصول توسط مصرف‌کننده را کاهش دهد. شدت گلوله‌شدن در صنعت نساجی با شاخص‌هایی مانند تعداد، مساحت میانگین، مساحت کل، کنتراست و تراکم ارزیابی می‌شود.
برای از بین بردن گلوله‌های پرز می‌توان از پرزگیر پارچه استفاده کرد.

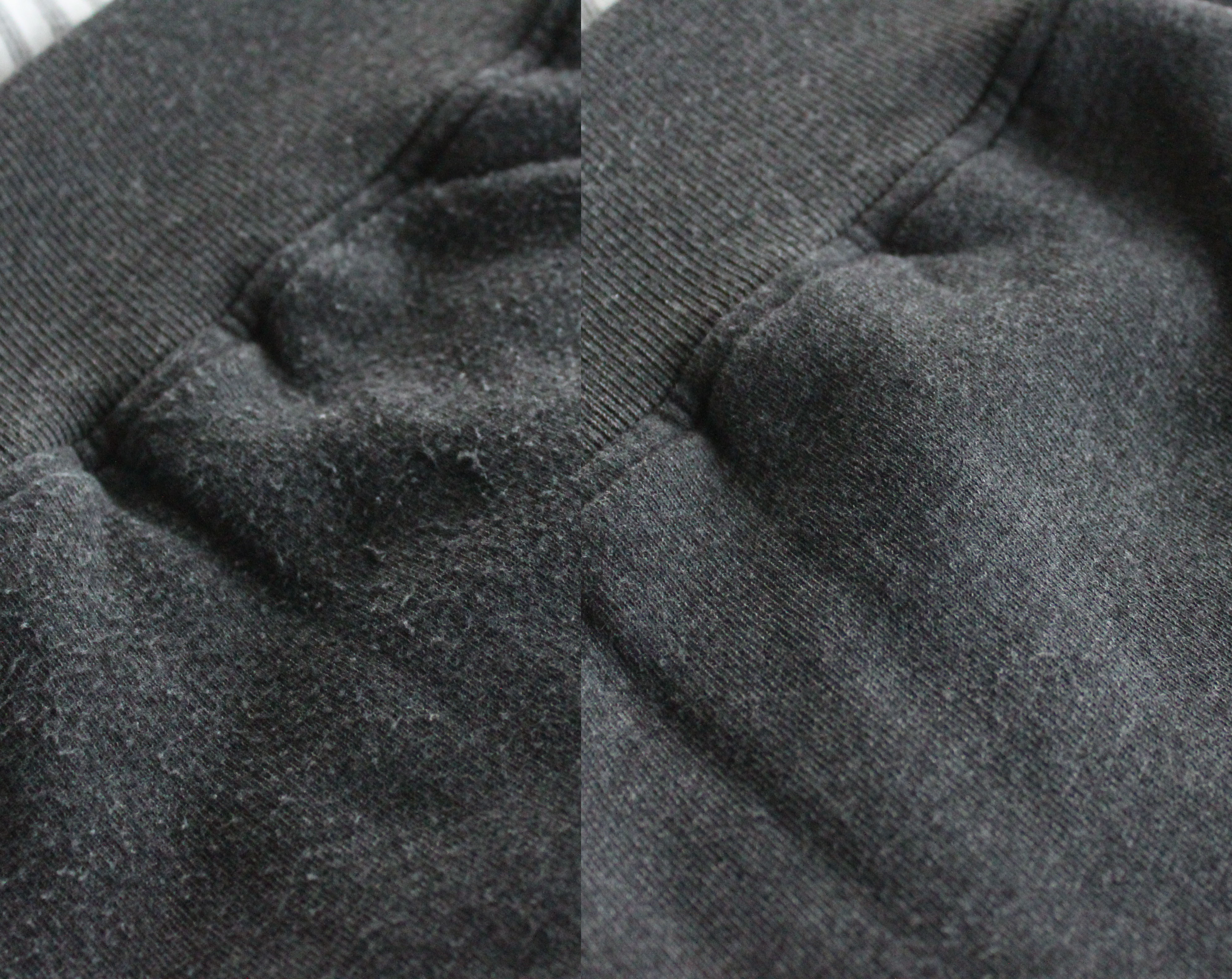
قبل و بعد از پرزگیری